# گروستو
شهر  گروستو (به ایتالیایی: Grosseto) با جمعیت ۷۸٬۸۲۳ نفر  در ناحیه توسکانی در کشور ایتالیا واقع شده‌است.